# Amt Kirchspielslandgemeinde Heide-Land

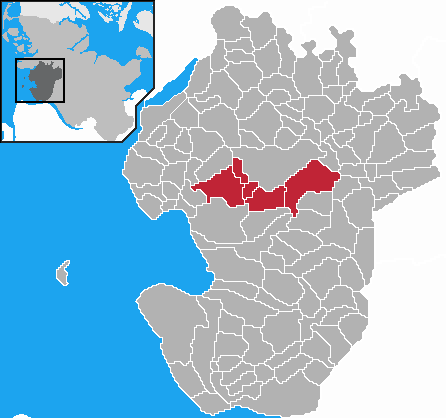
Lage des ehem. Amtes KLG Heide-Land im Kreis Dithmarschen

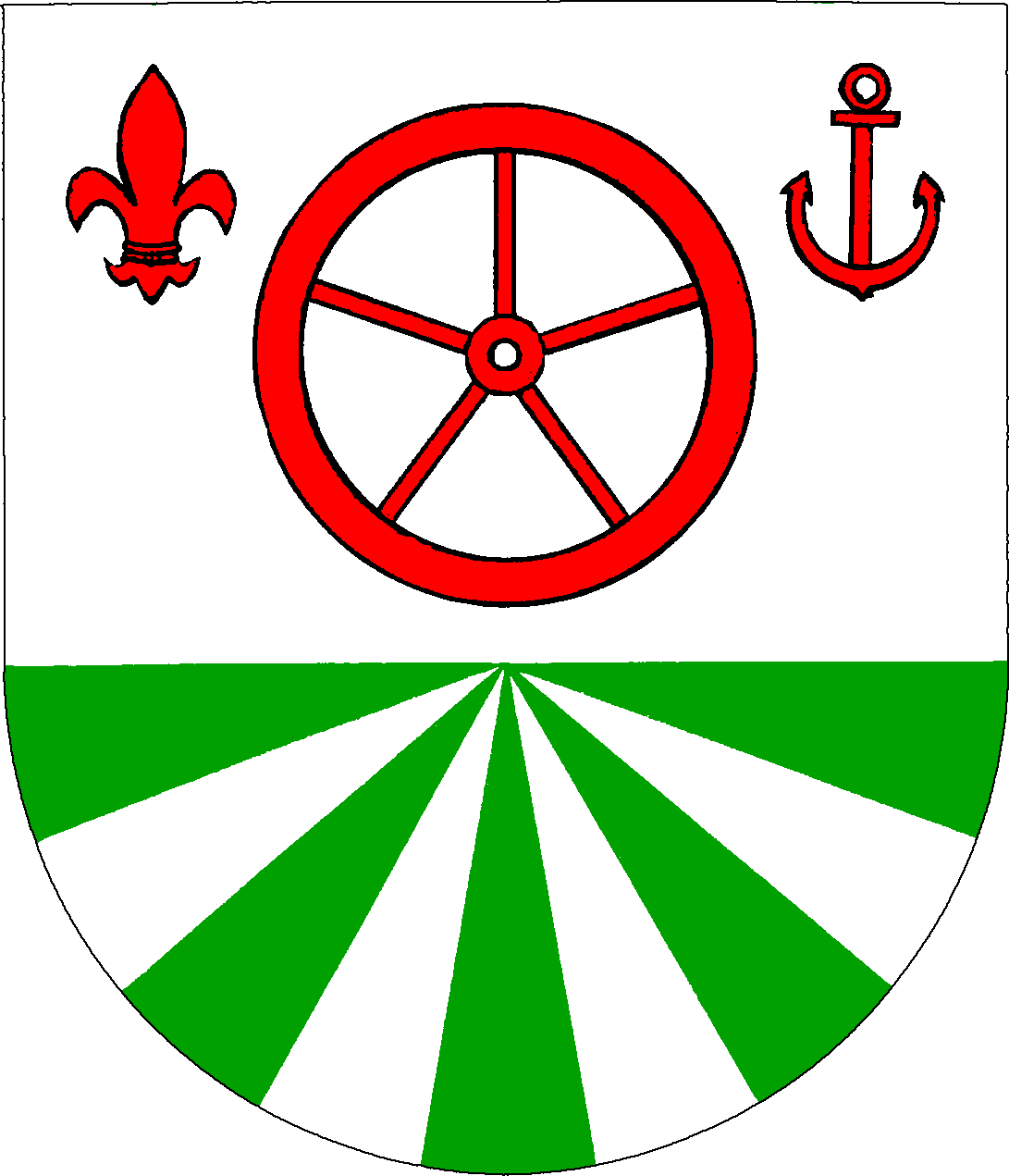
Wappen des ehem. Amtes KLG Heide-Land

Das Amt Kirchspielslandgemeinde Heide-Land war ein Amt im Kreis Dithmarschen in Schleswig-Holstein (Deutschland). Der Verwaltungssitz befand sich in der nahe gelegenen Kreisstadt Heide, die selbst nicht zum Amt gehörte. Zum 1. Januar 2008 hat sich das Amt mit dem Amt Kirchspielslandgemeinde Weddingstedt und der Gemeinde Norderwöhrden zum Amt Kirchspielslandgemeinde Heider Umland zusammengeschlossen.
Das Amt hatte eine Fläche von knapp 75 km² und zuletzt rund 9500 Einwohner in den fünf Gemeinden Hemmingstedt, Lieth, Lohe-Rickelshof, Nordhastedt und Wöhrden.

## Wappen
Blasonierung: „Gesenkt geteilt. Oben in Silber ein rotes Rad mit fünf Speichen, in den Oberecken rechts eine rote Lilie, links ein roter Anker, unten von Grün und Silber neunmal geständert.“